# Miami Open 2002
Il Miami Open 2002 (conosciuto anche come NASDAQ-100 Open, per motivi di sponsorizzazione) 
è stato un torneo di tennis giocato sulla cemento. 
È stata la 18ª edizione del Miami Masters, che faceva parte della categoria ATP Masters Series nell'ambito dell'ATP Tour 2002,
e della Tier I nell'ambito del WTA Tour 2002. 
Sia il torneo maschile che quello femminile si sono giocati al Tennis Center at Crandon Park di Key Biscayne in Florida, 
dal 18 marzo al 1º aprile 2002.

## Campioni

### Singolare maschile
Andre Agassi ha battuto in finale  Roger Federer con il punteggio di 6–3, 6–3, 3–6, 6–4.

### Singolare femminile
Serena Williams ha battuto in finale  Jennifer Capriati con il punteggio di 7–5, 7–6(4).

### Doppio maschile
Mark Knowles /  Daniel Nestor hanno battuto in finale  Donald Johnson /  Jared Palmer con il punteggio di 6–3, 3–6, 6–1.

### Doppio femminile
Lisa Raymond /  Rennae Stubbs hanno battuto in finale  Virginia Ruano Pascual /  Paola Suárez con il punteggio di 7–6(4), 6(4)–7, 6–3.